# 斑馬章魚
班馬章魚（學名：Wunderpus photogenicus）是章魚科奇蛸屬的唯一一種，分佈於東南亞海域。屬名“Wunderpus”來自德語“wunder”，意思是“奇跡”。它發現於1980年代，2006年正式命名。

## 特征

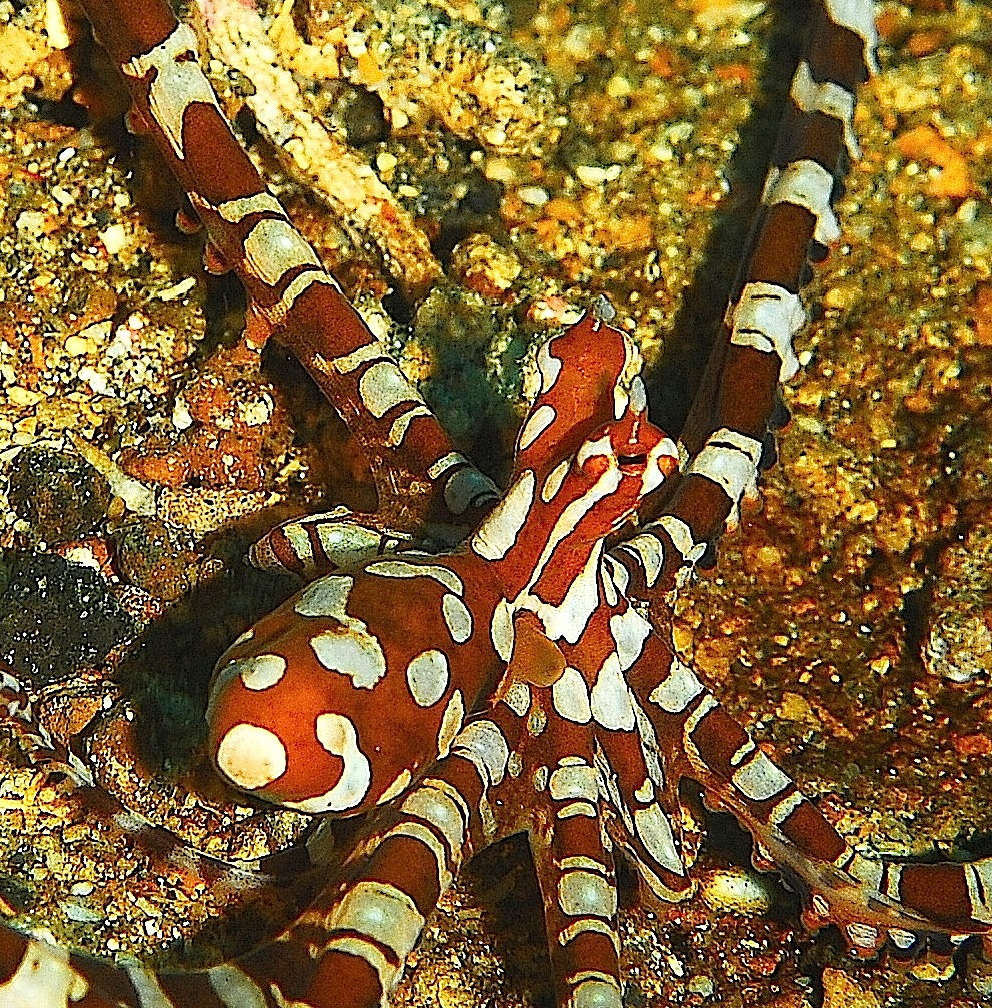
斑馬章魚

成年體呈紅褐色，在遭遇危險時會發生變化。它和拟态章鱼很像，全身有白色斑紋，這些斑紋隨著年齡增長會變得更加複雜。

## 外部連接
- Side by side comparisons between the mimic octopus and Wunderpus （页面存档备份，存于）
- Discussion of the captive husbandry of the Wunderpus by Richard Ross （页面存档备份，存于）
- Sealife Collection網站提供的斑馬章魚的圖片
- 斑馬章魚的图片 （页面存档备份，存于）